# Naismith Prep Player of the Year Award
El Naismith Prep Player of the Year, nombrado en honor del inventor del baloncesto James Naismith, es un trofeo anual recibido por el mejor jugador de high school (instituto) de baloncesto, tanto masculino como femenino.

## Ganadores

### Masculino
- 1987 - Dennis Scott (Flint Hill School, Oakton, Virginia)
- 1988 - Alonzo Mourning (Indian River High School, Chesapeake, Virginia)
- 1989 - Kenny Anderson (Archbishop Molloy High School, Jamaica, Nueva York)
- 1990 - Damon Bailey (North Lawrence High School, Bedford, Indiana)
- 1991 - Chris Webber (Detroit Country Day School, Beverly Hills, Míchigan)
- 1992 - Jason Kidd (St. Joseph Notre Dame High School, Alameda, California)
- 1993 - Randy Livingston (Isidore Newman School, Nueva Orleans, Luisiana)
- 1994 - Jerod Ward (Clinton High School, Clinton, Misisipi)
- 1995 - Ron Mercer (Oak Hill Academy, Mouth of Wilson, Virginia)
- 1996 - Kobe Bryant (Lower Merion High School, Ardmore, Pensilvania)
- 1997 - Shane Battier (Detroit Country Day School, Beverly Hills, Míchigan)
- 1998 - Al Harrington (St. Patrick High School, Elizabeth, Nueva Jersey)
- 1999 - Donnell Harvey (Randolph-Clay High School, Cuthbert, Georgia)
- 2000 - Gerald Wallace (Childersburg High School, Childersburg, Alabama)
- 2001 - Dajuan Wagner (Camden High School, Camden, Nueva Jersey)
- 2002 - Raymond Felton (Latta High School, Latta, Carolina del Sur)
- 2003 - LeBron James (St. Vincent - St. Mary High School, Akron, Ohio)
- 2004 - Dwight Howard (Southwest Atlanta Christian Academy, Atlanta, Georgia)
- 2005 - Louis Williams (South Gwinnett High School, Snellville, Georgia)
- 2006 - Greg Oden (Lawrence North High School, Indianápolis, Indiana)
- 2007 - Kevin Love (Lake Oswego High School, Lake Oswego, Oregón)
- 2008 - Brandon Jennings (Oak Hill Academy, Mouth of Wilson, Virginia)
- 2009 - Derrick Favors (South Atlanta High School, Atlanta, Georgia)
- 2010 - Jared Sullinger (Northland High School, Columbus, Ohio)
- 2011 - Austin Rivers (Winter Park High School, Winter Park, Florida)
- 2012 - Shabazz Muhammad (Bishop Gorman High School, Summerlin, Nevada)
- 2013 - Andrew Wiggins (Huntington Prep School, Vaughan, Ontario)
- 2014 - Cliff Alexander (Curie High School, Chicago, Illinois)
- 2015 - Ben Simmons (Montverde Academy, Montverde, Florida)
- 2016 - Lonzo Ball (Chino Hills High School, Chino Hills, California)
- 2017 - Michael Porter Jr. (Nathan Hale High School, Seattle, Washington)
- 2018 - R. J. Barrett (Montverde Academy, Mississauga, Ontario)
- 2019 - Isaiah Stewart (La Lumiere School, Rochester, Nueva York)
- 2020 - Cade Cunningham (Montverde Academy, Arlington, Texas)
- 2021 - Chet Holmgren (Minnehaha Academy, Mineápolis, Minnesota)
- 2022 - Dariq Whitehead (Montverde Academy, Newark, New Jersey)
- 2023 - Isaiah Collier (Wheeler High School, Marietta, Georgia)
- 2024 - Cooper Flagg (Montverde Academy, Newport, Maine)
- 2025 - Darryn Peterson (Prolific Prep, Canton, Ohio)

### Femenino
- 1987 - Lynn Lorenzen (Ventura High School, Ventura, Iowa)
- 1988 - Vicki Hall (Brebeuf Jesuit Preparatory School, Indianápolis, Indiana)
- 1989 - Lisa Harrison (Southern High School, Louisville, Kentucky)
- 1990 - Lisa Leslie (Morningside High School, Inglewood, California)
- 1991 - Michelle Marciniak (Central Catholic High School, Allentown, Pensilvania)
- 1992 - Yolanda Watkins (Decatur High School, Decatur, Alabama)
- 1993 - La'Keshia Frett (Phoebus High School, Hampton, Virginia)
- 1994 - Tiffany Gooden (R. Nelson Snider High School, Fort Wayne, Indiana)
- 1995 - Chamique Holdsclaw (Christ The King RHS, Queens, Nueva York)
- 1996 - Kiesha Brown (Woodward Academy, Atlanta, Georgia)
- 1997 - Tamika Catchings (Duncanville High School, Duncanville, Texas)
- 1998 - Tamika Williams (Chaminade-Julienne High School, Dayton, Ohio)
- 1999 - Kara Lawson (West Springfield High School, Springfield, Virginia)
- 2000 - Diana Taurasi (Don Lugo High School, Chino, California)
- 2001 - Shyra Ely (Ben Davis High School, Indianápolis, Indiana)
- 2002 - Ann Strother (Highlands Ranch High School, Highlands Ranch, Colorado)
- 2003 - Candace Parker (Naperville Central High School, Naperville, Illinois)
- 2004 - Candace Parker (Naperville Central High School, Naperville, Illinois)
- 2005 - Courtney Paris (Millennium High School, Piedmont, California)
- 2006 - Maya Moore (Collins Hill High School, Suwanee, Georgia)
- 2007 - Maya Moore (Collins Hill High School, Suwanee, Georgia)
- 2008 - Elena Delle Donne (Ursuline Academy, Wilmington, Delaware)
- 2009 - Skylar Diggins (Washington High School, South Bend, Indiana)
- 2010 - Chiney Ogwumike(Cy-Fair High School, Cypress, Texas)
- 2011 - Kaleena Mosqueda-Lewis (Mater Dei High School, Santa Ana, California)
- 2012 - Breanna Stewart (Cicero-North Syracuse High School , Syracuse, New York)
- 2013 - Diamond DeShields (Norcross High School, Norcross, Georgia)
- 2014 - A'ja Wilson (Heathwood Hall Episcopal School,  Columbia, Carolina del Sur)
- 2015 - Katie Lou Samuelson (Mater Dei High School,  Santa Ana, California)
- 2016 - Jackie Young (Princeton Community High School, Princeton, Indiana)
- 2017 - Megan Walker (Monacan High School, Richmond, Virginia)
- 2018 - Christyn Williams (Central Arkansas Christian High School, Little Rock, Arkansas)
- 2019 - Haley Jones (Archbishop Mitty High School, Santa Cruz, California)
- 2020 - Paige Bueckers (Hopkins High School, Minnetonka, Minnesota)
- 2021 - Raven Johnson (Westlake High School, Atlanta, Georgia)
- 2022 - Kiki Rice (Sidwell Friends School, Maryland, Washington)
- 2023 - Juju Watkins (Sierra Canyon School, Los Angeles, California)
- 2024 - Sarah Strong (Grace Christian School, Fuquay-Varina, Carolina del Norte)
- 2025 - Aaliyah Chavez (Monterey High School, Lubbock, Texas)